# Муравьиные тиранны
Муравьиные тиранны (лат. Corythopis) — род воробьиных птиц из семейства тиранновых.

## Список видов
- Corythopis delalandi (Lesson, 1831) — Южный муравьиный тиранн
- Corythopis torquata Tschudi, 1844 — Кольчатый муравьиный тиранн